# وادي شندر
وادي شندر هو مجرى مائي ينبع من جبال الخشنة ويسري في منطقة القبائل ليصب في وادي يسر ثم في البحر الأبيض المتوسط مرورا بولاية بومرداس.

## الوصف
يُعتبر وادي شندر من أهم المجاري المائية في المستجمع المائي جنوب مدينة الناصرية في ولاية بومرداس، وتصل مساحة هذا الحوض الهيدروغرافي إلى نحو 48 كيلومتر مربع في «جبال الروافع».
وتنحدر الشعاب المكونة لهذا الوادي من ارتفاع 750م لتواصل مياه هذا الوادي الانحدار إلى غاية مصبه في وادي منايل ثم وادي يسر مرورا بغرب مدينة الناصرية ثم شمال مدينة برج منايل.
وتساهم الينابيع الجبلية الكثيرة، بالإضافة إلى مياه الأمطار وذوبان الثلوج، في تجميع مياه هذا المجرى المائي الهام في ولاية بومرداس.
يمر وادي شندر غرب مدينة الناصرية ليصب في وادي يسر، باعتباره أحد روافده، ضمن إقليم بلدية لقاطة المجاورة لها.

## المسار
يمر «وادي شندر» عبر ولاية جزائرية ساحلية واحدة في جبال الخشنة.
| رقم | ولاية بومرداس |
| --- | ------------- |
| 01  | الناصرية      |
| 02  | أولاد عيسى    |
| 03  | برج منايل     |
| 04  | لقاطة         |

## الطرقات
يتقاطع «وادي شندر» مع العديد من الطرق أثناء مساره.
| رقم | ولاية بومرداس         | الإحداثيات |
| --- | --------------------- | ---------- |
| 01  | الطريق الوطني رقم 12  |            |
| 02  | الطريق الوطني رقم 68  |            |
| 03  | الطريق الولائي رقم 18 |            |

## التلوث
يتميز وادي شندر بالقليل من التلوث المائي بحكم مساره المتواجد خارج النسيج الحضري والعمراني لمدينتي الناصرية وبرج منايل وضاحيتيهما · .
إلا أن التفريغ العشوائي للمواد الصلبة والهامدة والردوم قد ضيقت قاع مجرى الوادي على طول مساره خارج المدينتين، بالإضافة إلى مياه الصرف الصحي التي حولته إلى مصدر للروائح الكريهة والحشرات الضارة.

## الفيضانات
تتسبب مياه الأمطار القادمة من أعالي بلديتي الناصرية وأولاد عيسى في فيضان وادي شندر خلال الفصل الماطر، وتؤدي أحيانا إلى غرق بعض أحياء مدينة الناصرية، ويعود سبب الفيضان في ردم مجمع مياه الأمطار بالأتربة والحجارة · .
وقد شهد مجرى هذا الوادي فيضانا خلال شهر نوفمبر 2018م بحي شندر ببلدية الناصرية التي سجّلت مستوى عاليا لارتفاع منسوب مياه الأمطار وصل إلى واحد متر شلّت معها حركة التنقل كليا · .
وكان فيضان شهر نوفمبر 2007م قد أغلق الطريق الوطني رقم 12 الرابط بين بومرداس وتيزي وزو على مستوى الناصرية بسبب السيول القادمة من أعالي المدينة ·  · .

## السد المائي
تم الشروع في بناء سد مائي (إحداثياته: ) على مجرى وادي شندر لحماية مدينة الناصرية من فيضانه المتكرر، وذلك بتاريخ 24 ماي 1987م.
ووقع استلام «سد شندر»، المسمى كذلك «سد بومراو» أو «سد الناصرية» أو «سد لعزيب زعموم»، بتاريخ 26 فيفري 1990م بسعة 1.7 مليون متر مكعب كافية لمنع السيول من الانحراف نحو الوسط الحضري.
وبالإضافة إلى حماية مدينة الناصرية من الفيضان، تم استغلال هذا السد المائي مع سد سيدي داود و«سد جنات» في مجال تربية الأحياء المائية ابتداء من شهر أفريل 2010م عبر استزراع الأسماك في حوضه المائي المستعمل في السقي، وذلك من خلال استزراع فحل الشبوط الفضي وفرخ التيلابيا الحمراء.
ولا تصلح مياهه لشرب المواطنين في قرى الناصرية، كقرى شندر وبومراو وبوعاصم، مما يستدعي جلب المياه العذبة من مصادر أخرى · .
وتتصف مياه هذا السد بكونها ثقيلة لا تسمح بالسباحة الآمنة، مما جعل بعض المغامرين بالسباحة فيه يغرقون في أوحال ضفافه · .
وقد تم إنجاز قنوات الري لتموين المزارعين في محيط الناصرية بمياه السقي، إلا أنه لم يتم تشغيلها بالإضافة إلى التسربات الموجودة في أنابيبها · .

### مواضيع ذات صلة
- المجاري المائية في الجزائر
- قائمة أنهار الجزائر
- وزارة الموارد المائية الجزائرية
- نظام مائي للوديان
- نظام مطري للوديان
- الأطلس التلي
- جبال الخشنة
- ولاية بومرداس
- قائمة شواطئ الجزائر
- قائمة شواطئ العالم
- السياحة في الجزائر
- قائمة أهم المعالم السياحية في العالم

### وصلات خارجية
- وكالة حماية ساحل ولاية الجزائر
- وزارة الموارد المائية الجزائرية
- موقع ولاية بومرداس

### فيديوهات
- "وادي شندر" و"سد شندر" غرب "مدينة الناصرية" في جوان 2016م على يوتيوب
- فيضان "وادي شندر" في "مدينة الناصرية" (1) في نوفمبر 2018م على يوتيوب
- فيضان "وادي شندر" في "مدينة الناصرية" (2) في نوفمبر 2018م على يوتيوب
- "سد شندر" غرب "مدينة الناصرية" في جويلية 2020م على يوتيوب
- "سد شندر" غرب "مدينة الناصرية" في أفريل 2012م على يوتيوب